# Fischbach (Friedrichshafen)
Fischbach ist ein Stadtteil von Friedrichshafen am Bodensee.

## Geschichte
Fischbach wurde 674 erstmals urkundlich erwähnt. Besitzungen hatte dort unter anderem das Kloster St. Gallen. Über die Ritter Evrid und von Helmsdorf gelangte es in den Besitz des Spitals Konstanz. Die Vogtei übten die Nachfolger von Helmsdorf bzw. im 14./15. Jahrhundert Konstanzer Bürger aus.
Um 1500 fiel der Ort an Österreich und wurde der Landvogtei Schwaben eingeordnet; Landvogteiamt war Fischbach-Ailingen. 1805/06 fiel Fischbach an Württemberg und gehörte ab 1812 zur Gemeinde Hagendorn, ab 1825 zur Gemeinde Berg. 1850 wurde Fischbach Teil der neu gegründeten Gemeinde Schnetzenhausen im Oberamt Tettnang. Am 1. April 1937 kam es mit Schnetzenhausen nach Friedrichshafen.

## Wappen
In der Mitte des 19. Jahrhunderts wurde Fischbach Teil der neu gegründeten Gemeinde Schnetzenhausen im Oberamt Tettnang. Schnetzenhausen führte dann 1931 das Wappen für den damaligen Verbund der vier Teilgemeinden Manzell, Schnetzenhausen, Jettenhausen und Fischbach ein. Mit der Eingliederung nach Friedrichshafen, wurde das Wappen 1937 hinfällig. Abgebildet ist ein Wasserflugzeug als Symbol für Manzell, eine Garbe in Gelb als Symbol für Schnetzenhausen, ein Apfelbaum als Symbol für Jettenhausen, ein Fisch als Symbol für Fischbach.

## Gliederung
Zu Fischbach gehört:
- Riedern
- Spaltenstein

## Infrastruktur
Fischbach besitzt einen gleichnamigen Haltepunkt an der Bahnstrecke Radolfzell–Friedrichshafen.
Im Ort sind zahlreiche Hotels (Traube, Maier), Apotheken, Gaststätten, Supermärkte etc. vorhanden.

## Kultur

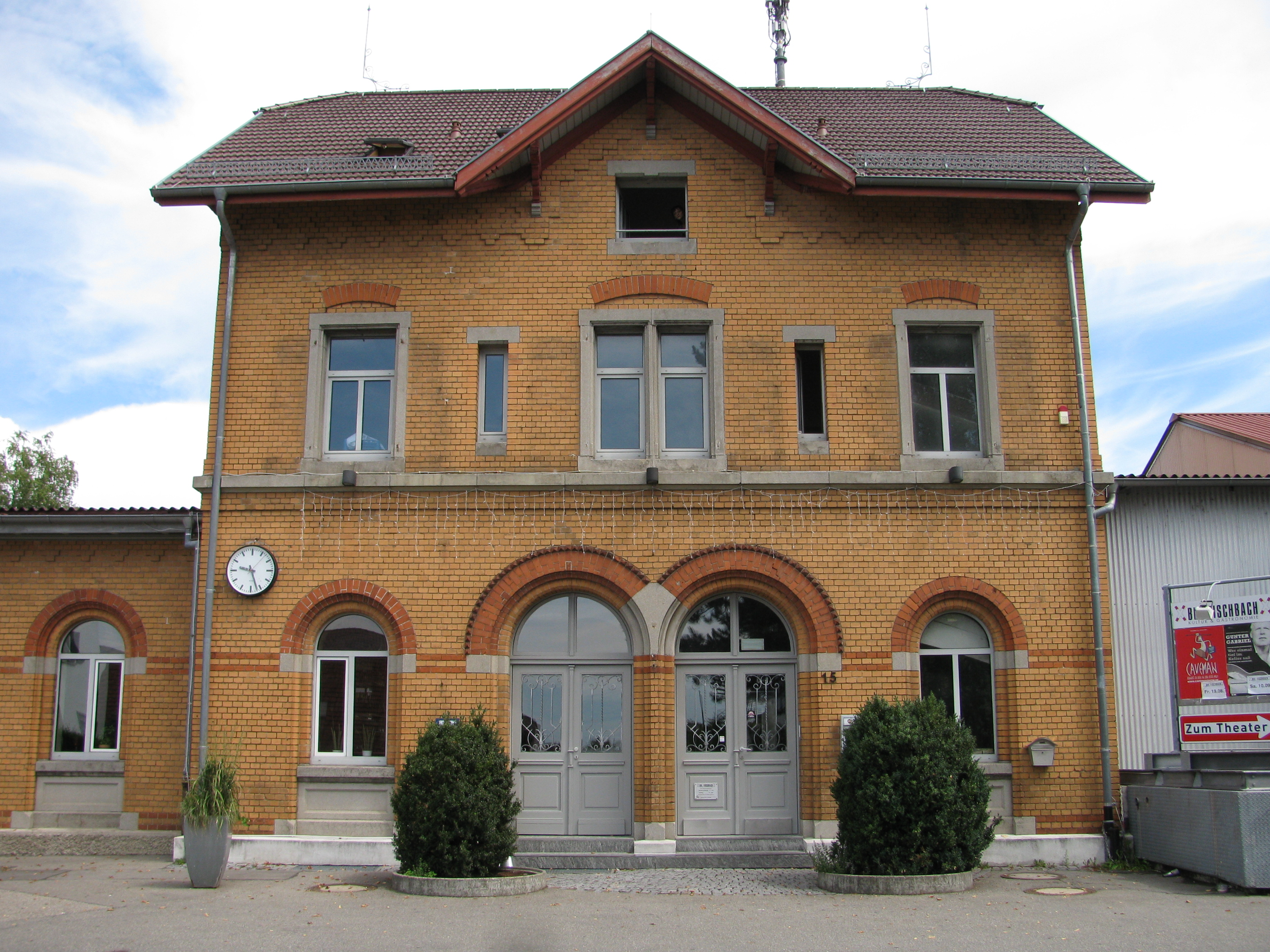
Kulturzentrum Bahnhof Fischbach

Im ehemaligen Bahnhofsgebäude, das im Jahr 1901 eröffnet wurde, befindet sich heute das Kulturzentrum Bahnhof Fischbach mit einem Restaurant. Der kulturelle Schwerpunkt liegt auf musikalischen Veranstaltungen, Theater sowie Kabarett. Außerdem werden regelmäßig Mottoparties veranstaltet. Auch überregionale Künstler wie die Bands Silbermond und Wir sind Helden, Helge Schneider und andere traten hier bereits auf.

## Sport und Freizeit
Der Sportverein TSV Fischbach besitzt momentan elf Abteilungen, darunter die Betriebssportgemeinschaft Dornier. Das neue Frei- und Seebad wurde 2017 nach langjähriger Planung neu eröffnet. Das an dieser Stelle geplante 'Colandi-Bad' mit Hotel wurde nie realisiert. Zahlreiche Anwohner klagen über den voraussichtlich zunehmenden Verkehr auf der Bundesstraße 31, die im Bereich Fischbach nur einspurig ist. Zurzeit wird die Stadtumgehung Friedrichshafen im Westen der Stadt neu gebaut, so dass der Durchgangsverkehr ab voraussichtlich 2020 um Fischbach herumgeleitet werden kann.

## Persönlichkeiten mit Verbindung zur Stadt
- Georg Stärr (1910–1999), Reiter über den Bodensee, der bei der Seegfrörne am 12. Februar 1963 zwischen Hagnau und Münsterlingen den See in beiden Richtungen überquerte.[3]